# Darker than Black
Darker than Black (黒の契約者, Kuro no Keiyakusha) é uma série de televisão de anime criada, dirigida e escrita por Tensai Okamura e animada pelo estúdio Bones. Estreou no Japão em 5 de abril de 2007 na MBS (Mainichi Broadcasting System), TBS (Tokyo Broadcasting System) e estações afiliadas. Estreou na televisão por satélite no Japão no Animax em maio de 2007. Em Portugal este anime estreou em janeiro de 2010 no canal por cabo SIC Radical e em novembro de 2013 noutro canal por cabo SIC K. A banda sonora da série é composta por Yoko Kanno. A série foi também adaptada a um mangá e publicada na revista Monthly Asuka.

## Enredo
Um território anormal e estranho, conhecido por Hell's Gate (Portão do Inferno), apareceu em Tokyo e alterou o céu. Simultaneamente apareceram pessoas possuidoras de habilidades especiais. Os corpos celestiais desapareceram e foram substituídos por estrelas falsas que correspondem àqueles com poderes especiais. No entanto ganhar esses poderes especiais tem um custo: a perda das emoções humanas e da empatia. São indivíduos capazes de matar a sangue frio, conhecidos como Contratantes e são mantidos em segredo da população. As diversas nações usam os Contratantes como espiões e agentes, muitas vezes resultando em batalhas violentas por informação.

## Personagens

### The Syndicate (O Sindicato)
Emprega Hei, Yin, Huang e Mao. Neste ponto na série o motivo real (se existe) do Sindicato é desconhecido. O agente principal do Sindicato é Hei. Isto pode assumir-se dado que Huang normalmente informa Hei das ordens enquanto Yin e Mao fornecem informação sobre o sujeito ou ajuda em campo. Apesar disto, Hei está normalmente por conta própria, e resta aos restantes membros da equipe procurarem-no e informarem-se sobre o estado da missão. O Sindicato é uma organização extremamente organizada e secreta que trabalha exclusivamente com vários Contratantes e Dolls. O Sindicato é conhecido através da série pela sua singular tática de comunicação verbal em relação a missões e estado de operativos.
Hei
Hei, o protagonista, é um Contratante de elite, com o Messier Code BK-201. Hei tem uma vida dupla nesta série. Na vida pública ele é conhecido como Li Shengshun, um estudante chinês de intercâmbio que vive num apartamento e trabalha ocasionalmente num trabalho part-time. Tem cabelo preto curto e um grande apetite. No outro lado da sua vida, Hei é um Contratante conhecido apenas por BK-201 pelas autoridades ou por "The Black Death god" ou "Kuro no Shinigami" pelos outros Contratantes. Hei trabalha com uma máscara, e vários materiais militares. O seu contrato permite que este gere e descarregue eletricidade por meios condutivos, em quantidades suficientes para matar pessoas ou causar curto-circuitos, mais tarde é dado a conhecer que o seu contrato permite na realidade criar movimentação a nível atómico o que gera as descargas eléctricas. A sua arma característica é uma faca com um cabo metálico, usada como arma ofensiva, e um gancho com um cabo que por vezes usa para descarregar eletricidade. Ninguem sabe qual o pagamento de Hei (também não tem marcas do pagamento). Huang notou por diversas vezes que o seu comportamento é estranho para um Contratante, cuja mentalidade não deveria ser afetada por sentimentos normais de compaixão ou misericordia. Hei atua de acordo com as suas emoções tornando-o algo enigmático para Mao e Huang. (Voz original por Hidenobu Kiuchi)
Yin
Membro da equipe de Hei. É uma médium espírita sem emoções conhecida por “Doll” (boneca). Yin só consegue usar seus poderes quando está em contacto com água. Huang menciona que o seu programa é mínimo tornando-a incapaz de mostrar emoções ou até tomar decisões por ela própria, apesar de ela mais tarde tomar a decisão de continuar a trabalhar com o Hei e os outros quando lhe é dada a hipótese de os deixar. O nome real de Yin é Kirsi e aparentemente é finlandesa. Foi também aluna de um pianista finlandes famoso de nome Elis Kastinen. Pouco ou nada se conhece da sua transformação em médium conhecida como Doll. (Voz original por Misato Fukuen)
Huang
A posição do Huang pode ser interpretada como supervisor de campo da equipe de Hei. Isto percebe-se pelo fato de Huang normalmente ser quem dá as ordens e explica a missão aos restantes. Huang é normalmente muito exigente com os membros da equipe e torna claro o fato de não gostar de trabalhar com Dolls e Contratantes. Além de estar entre a equipe e o Sindicato, ele também fornece apoio em situações que normalmente contribuiriam com a perda de um elemento da sua equipe. É visto muitas vezes com o seu casaco e boina, fumando um cigarro e passando informações via celular. (Voz original por Masaru Ikeda)
Mao
É um Contratante que perdeu o seu corpo original e agora reside no corpo de um gato. O seu cérebro está ligado a uma rede sem fios que lhe permite enviar e receber informações a qualquer momento. Mao cria normalmente situações de diversão para Hei em batalha. A habilidade de Mao é a de possuir corpos de outros animais. Por ter perdido o seu pagamento juntamente com o corpo, precisa conectar-se periodicamente à rede para evitar que os instintos animais tomem conta dele. (Voz original por Ikuya Sawaki)

### Departamento de Polícia de Tokyo
O quartel-general está localizado na Nippon Telegraph and Telephone East Corporation HQ, 19-2, Nishi-Shinjuku 3-chome, Shinjuku. O verdadeiro quartel-general deste Departamento ficou em Kasumigaseki que está agora dentro da área restrita de Hell's Gate no universo de Darker than Black.
Public Security Bureau Foreign Affairs Section 4
Kirihara Misaki
É a chefe da Seção 4 dos Negócios Estrangeiros (Foreign Affairs) que investiga matérias relacionadas com Contratantes. Misaki tem cabelos longos castanhos e óculos, raramente ri ou sorri. Tem um sentido de justiça  muito forte e também uma boa intuição. Tornou-se policia para proteger os fracos, não lhe agrada os fumantes devido ao cheiro e é sensivel em relação à exposição do seu corpo. Gosta de comida com gordura mas mantém-se em forma movimentando-se constantemente todos os dias. O seu pai é o Supervisor Superintendente Naoyasu Kirihara da Agência Nacional de Policia do Japão. (voz original por Nana Mizuki)
Saitō Yūsuke
Subordinado de Kirihara. Usa normalmente um fato de negócios. Apesar de ser um oficial parece ter pouco bom senso porque se infiltrou disfarçado numa operação de gangues usando o seu nome verdadeiro. Admite achar a Kirihara assustadora. No entanto Saitō é leal a Kirihara e a protege, mesmo a achando assustadora. (voz original por Tomoyuki Shimura)
Kōno Yutaka
Parceiro de Saito. (voz original por Kōsuke Toriumi)
Matsumoto Kunio
O membro mais velho da Seção 4 (voz original por Nobuaki Fukuda)
Ōtsuka Mayu
É o oficial de ligação da Seção 4 com o Departamento de Astronomia. (voz original por Yūna Inamura)
Public Security Bureau
Hōrai Yoshimitsu
É o chefe de Misaki. É o chefe da Agencia de Segurança do Departamento de Policia de Tokyo. (voz original por Michihiro Ikemizu)

### Observatório Nacional do Japão
O seu quartel-general é localizado no Campus Mitaka. É afiliado com o Departamento de Policia de Tokyo. Monitoriza e dá informação sobre as ações das estrelas dos Contratantes no céu "falso".
Ishizaki Kanami
É amiga de Misaki desde a Escola Secundária e chefe de pessoal do Observatório. (voz original por Sanae Kobayashi)
Hoshimi-sama
Uma velha sábia estranha que se encontra no centro do laboratório e parece ser a chefe observadora das estrelas. Fala por adivinhações ou profecias, e parece ser capaz de falar mesmo enquanto Amber usa o seu poder.

### Secret Intelligence Service (MI6)
Tal como o seu congénere real, o seu quartel-general encontra-se em Vauxhall Cross. Enviaram originalmente três operativos ao Japão para recuperar a Havoc. Existem quatro membros conhecidos:
November Eleven
É o chefe em campo, presentemente encarregado de investigar Hei e a sua equipe. A sua habilidade consiste em congelar líquidos, incluindo o sangue no corpo humano e a chuva de April. É capaz de dar forma à água e torná-la em projéteis, que atira com precisão. Pode também fazer escudos de água congelada. O seu pagamento é fumar, fato que o irrita devido à sua aversão por cigarro. É o agente principal do MI6. O seu nome civil é Jack Simon.(Voz original por Inoue Kazuhiko)
April
É a parceira de November Eleven. Supõe-se tenha sido escalada pela afinidade do seu poder com o de November. April pode criar pequenos furacões que resultam em chuva, em troca de beber cerveja. Ao contrário de seu parceiro, ela gosta bastante de seu pagamento. (Voz original por Takako Honda)
July
É um menino que anda sempre junto à April. É um Doll cujos poderes são semelhantes aos de Yin, porém usa vidro como meio ao invés de água. Considera November Eleven como um amigo, fato que espanta Misaki e November. (Voz original por Kiyomi Asai)
Decade
É um membro do Secret Intelligence Service (MI6) e superior de November Eleven. (Voz original por Akio Nojima)

### Evening Primrose
É uma organização que luta por um lugar na sociedade para os contratantes.
Amber
Uma jovem misteriosa relacionada com Hell's Gate com o Messier Code UB001, desapareceu com Bai e a América do Sul cinco anos antes do início da história. Ela era originalmente uma espia do MI6 com o nome de código Fevereiro e pertencia à mesma organização que Hei pertencia na época. A habilidadde de Amber era controlar o tempo, seu pagamento é ficar mais nova, como indica Amagiri que ela pode faze-lo um numero limitado de vezes.(Voz original por Tomoko Kawakami)
Maki
Um rapaz jovem com irís heterocromática. Está aparentemente associado a Amber e parece trabalhar com ela. A sua habilidade é explodir coisas que tenha tocado com as mãos. Usa a sua habilidade para fazer ataques às embaixadas em Tóquio. A seu pagamento é beber leite quente. É morto pelo 11 de Novembro. (Voz original por Yuko Sanpei)
Amagiri
É um homem afiliado com Amber e Maki, tem a habilidade de lançar energia pelas mãos, seu pagamento é comer ovos cozidos. É morto por Mai após destruir o Neptune Ring Device. (Voz original por Takuya Kirimoto)
Bai
É a irmã mais nova de Hei. Bai desaparece juntamente com o desaparecimento de Heaven's Gate cinco anos antes do início desta história. A partir deste ponto, Hei procura por ela durante toda a série. Depois é descoberto que ela fechou Heaven's Gate e fundiu sua essência com a dele, transferindo seus poderes e seu Messier Code: BK-201. No último episódio, Hei tem um breve reencontro com Bai na forma de espírito. (Voz original por Yuna Fujī)

### Central Intelligence Agency(CIA)
Nick Hillman
É um cientista que Hei conhece quando se infiltra em Pandora. Nick e Hei tornam-se amigos e ambos têm um fascínio pelo céu “real”. Nick revela-se um Contratante com a mesma habilidade que Hei. A seu pagamento é por os sapatos das pessoas no chão de cabeça para baixo juntos. Após Nick e Hei combaterem pelo artefato conhecido como “fragmento de meteoro”, Nick desaparece assim que o artefacto é ativado. (Voz original por Shigeru Nakahara)
Corinna Moku
É uma correio que exibe comportamento errático e estranho após infiltrar-se em Pandora. É assassinada pelo Nick. (Voz original por Sayori Ishizuka)

### Federal Security Service of the Russian Federation (FSB)
Bertha
Bertha é uma senhora gorda e antiga cantora de opera. É uma Contratante que é capaz de controlar a frequência de ressonância do som. Ao colocar a frequência do som na frequência de ressonância do alvo, pode destruí-lo. Isto pode causar outros problemas ao corpo humano tais como ataques cardíacos, ao atingir a frequência de ressonância do coração. O seu pagamento é colocar algo na boca e então vomitar; por exemplo, coloca uma mão cheia de cigarros na boca para logo os cuspir. Bertha é morta por Hei, ao mesmo tempo que Itzhak, dado que as suas estrelas caem simultaneamente. A sua habilidade quase mata Hei ao induzir-lhe um ataque cardíaco, no entanto Hei usa a sua própria habilidade para desfibrilar o seu coração. (Voz original por Ai Satō)
Itzhak
Itzhak é o companheiro de Bertha. É um Contratante com a habilidade de capturar os mediuns projectados pelas Dolls. Rouba muitos dos médiuns da Divisão de Astronomia. Parece que ele também adquire conhecimento do Controlador do medium. O pagamento de Itzhak é escrever poesia, apesar de não ser muito boa, demonstrado por Bertha comentando que: parece que uma miúda a escreveu e que pelo menos devia rimar. (Ele responde que nunca fez isto antes do Contrato). Itzhak é morto pelo tiro de um rifle disparado por Huang e antes da sua vida acabar ele liberta todos os mediuns que capturou. São mostrados no céu em cima e ele comenta que parecem a luz da Lua. Assim que as estrelas desaparecem, os espectros começam a dispersar-se, presumivelmente regressando à origem. (Voz original por Yutaka Aoyama)

### Guerra na America do Sul
Quando o Portão do Inferno surgiu, apareceu também o Portão do Céu na América do Sul, onde existiu uma intensa guerra entre Contratantes pelo domínio deste Portão, fazendo com que ele desaparecesse misteriosamente 5 anos antes do inicio da série, juntamente com Bai, irmã de Hei.
Mai Kashiwagi
É uma estudante da Escola Secundária, filha de Kōzō Tahara. Há uma distanciação emocional significativa entre Mai e o seu pai e Mai escolhe adotar o nome de solteira da sua falecida mãe. Como resultado das tentativas do seu pai de subjugar os seus poderes de Contratante ela torna-se uma Moratoria mas eventualmente regressa a Contratante. Os seus poderes permitem-lhe criar e controlar o fogo. O seu pagamento é cantarolar uma canção. Esta morre pela explosão do Neptune Ring Device matando Amagiri antes de morrer.(Voz original por Megumi Nasu)
Havoc
É uma Regressor que perdeu os seus poderes e uma significativa porção das suas memórias após o desaparecimento de Heaven's Gate na América do Sul, cinco anos antes desta história. Ela era um das piores e mais temida dos Contratantes, correndo rumores de que matou mais de 100,000 pessoas durante a guerra na América do Sul. Os seus poderes anteriores não são conhecidos, mas é dito que eram semelhantes à criação de um vácuo. O seu pagamento era beber sangue de crianças. Havoc, também conhecida por Carmine, juntamente com Hei tiveram alguma história juntos e isto torna-se aparente quando Hei a interroga acerca do paradeiro da sua irmã desaparecida, Bai. Apesar de Havoc estar disposta a ajudar Hei a encontrar a sua irmã, ela morre às mãos do November Eleven mais tarde. (Voz original por Naomi Shindō)
Zhijun Wei
Tem o código VI952. O Contratante Wei tem uma aparência élfica com olhos estreitos e cabelos negros até os ombros. Tentou derrubar e chefiar a máfia Ch'ing-Long-Tang matando muitos dos seus chefes. Anteriormente a isto ele atuava como guarda-costas da filha (Alice) do chefe da máfia Ch'ing-Long-Tang. O seu Contrato permite-lhe desintegrar qualquer coisa onde se derrame o seu sangue, estalando os dedos. Convenientemente o seu pagamento é derramar sangue, o que lhe permite cortar o seu braço já cheio de cicatrizes.  Wei é derrotado por Hei, que por coincidência estava numa missão no mesmo edificio no qual Wei matou muitos dos mafiosos da Ch'ing-Long-Tang. Aparentemente derrotado por Hei, seu corpo desaparece do necrotério. Um tempo depois aparece trabalhando pra Amber, com o rosto meio queimado, revelando que só aceitou o trabalho para enfrentar Hei novamente, por ter se sentido humilhado pela derrota. Acaba derrotado novamente, dessa vez ferido gravemente. Usa seu poder pela última vez pra ajudar Hei. (Voz original por Takeshi Kusao)

### Apartamento de Kaigetsu-sō
Misuzu Ōyama
A senhoria de Hei. (Voz original por Chika Sakamoto)
Toshiro Ōyama
O marido da senhoria de Hei.
Babo
Eileen
Louis
Yoshua

## Terminologia
Hell's Gate (Portão do Inferno)
É uma área caótica e misteriosa que apareceu em Tóquio dez anos antes do inicio da série. A sua aparição levou ao aparecimento dos Contratantes e Dolls. Foi erguida uma parede massiva à volta desta área para impedir civis de entrar. Vários países (incluindo o Japão) estão cautelosamente fazendo pesquisa no Hell's Gate, em locais como o edifício de pesquisa secreto perto da muralha.
Heaven's Gate (Portão do Céu)
É outra área caótica que apareceu junto ao Hell's Gate, e desapareceu cinco anos antes do inicio da série. Neste ponto da série a sua natureza exata é desconhecida. Apareceu na América do Sul e incluía grande parte do Brasil assim como do Oceano Atlântico, numa área circular gigantesca. Aparentemente iniciou-se uma guerra em larga escala, em que a Argentina e Reino Unido participaram. Hei, Havoc, Amber e Bai estiveram envolvidos na guerra e foram afetados pelo súbito desaparecimento do Heaven's Gate.
Contratante
Contratantes são indivíduos que ganharam superpoderes devido à aparição de Hell's Gate. A sua existência é mantida em segredo do grande publico pela maioria dos governos, mas são conhecidos por várias organizações secretas e no mundo criminal. Possuem duas características que lhes dá uma reputação sinistra: uma é o pagamento, que é um vicio bizarro causado pelo uso dos seus poderes, e uma visão geralmente pragmática e maquiavélica do mundo. São descritos como não tendo emoções, mas esta afirmação não tem muitas provas. Muitos Contratantes exibem todo o tipo de emoções incluindo humor, alegria, crueldade e tristeza. Apesar destas emoções, todos lhes parece faltar uma consciência própria e preocupação pelos outros. São mais egoístas e racionais do que insensíveis. Existem no entanto Contratantes que desafiam estas regras, como por exemplo Hei.
Doll (Boneca/Boneco)
São mediuns sem emoções criados para imitar formas de outros humanos. As Dolls podem ter uma variedade de utilizações, sendo o reconhecimento de terreno a mais comum na série. Uma Doll pode também ser o perfeito agente adormecido. Podem lhes ser dadas a memória e personalidade de outra pessoa e assumirem os hábitos, sonhos e emoções dessa mesma pessoa. É de notar, no entanto, que Shinoda Chiaki, uma Doll, parece ter alguma "vida" própria porque salva Hei de ser morto por outro Contratante. Isto sugere que as Dolls, podem ir além das suas caracteristicas predefinidas e tornarem-se algo mais, sendo no entanto isto pura especulação neste ponto da série. Isto é também evidente quando Huang descobre a Yin a chorar e declara que não quer acreditar que as dolls chorem.
Moratorium (Moratória)
É um individuo intermédio entre um Contratante e uma Doll. Moratórias parecem ser pessoas que não são capazes de controlar os seus poderes. Consequentemente usam os seus poderes sem terem consciência, mudando para um estado de consciência tipo Doll. De acordo com o Mao, a hipótese de uma Moratória converter-se num Contratante é quase zero. Devido à sua incapacidade de controlar os poderes, as Moratórias podem ser extremamente perigosas.
Regressor
É um Contratante que perdeu os seus poderes em troca da esperança por uma vida normal.
Pagamento (Pagamento do Contrato)
Todos os Contratantes devem pagar um preço pelo uso dos seus poderes, quer queiram ou não. Além disso parece que esse pagamento é proporcional ao quanto usam os poderes. Apesar deste pagamento poder ser adiado, especialmente a meio de um combate, ele é inevitável. Cada Contratante tem um pagamento bizarro, refletindo a natureza caótica de Hell's Gate. Os pagamentos são especialmente difíceis para o Contratante e podem variar de irritantes a dolorosos. No entanto existem alguns Contratantes que gostam de seu pagamento e uns o usam em conjunto com a sua habilidade.
Pagamentos conhecidos incluem:
- fumar
- beber grandes quantidades de cerveja
- engolir e regurgitar objetos
- cantar uma canção
- escrever um poema
- dobrar os cantos das páginas de um livro
- colocar pedrinhas num padrão retangular
- auto-mutilação ou ferimentos
- comer flores
- cheirar uma meia velha (é mais tarde revelado que o contratante apenas gostava de cheirá-la, já que tinha perdido o seu corpo para pagar o contrato)
- beber sangue de crianças
- colocar os sapatos das vitimas invertidos no chão
- beber leite quente
- comer ovos cozidos
- envelhecer
- rejuvenescer
- beijar
- dormir

É também possível um Contratante pagar o seu contrato no total, mas é um destino incrivelmente raro e envolve um sacrifício drástico e traumático. Um bom exemplo é Mao, que o fez involuntariamente e acabou preso na mente de animais pelo resto de sua vida.

## A Série
Darker than Black estreou no Japão em 5 de Abril de 2007 na MBS (Mainichi Broadcasting System), TBS (Tokyo Broadcasting System) e estações afiliadas. Também estreou na televisão por satélite no Japão em Animax em Maio de 2007. Criada, dirigida e escrita por Tensai Okamura, composição da música para a série por Yoko Kanno. Este anime vai ser exibido na América do Norte pela Funimation.

### Créditos da Série
- Planeamento: Seiji Takeda (MBS), Masuo Ueda (Aniplex), Masahiko Minami (Bones), Takuo Minegishi (Hakuhodo DYMP)
- Conceito original: Estúdio Bones , Tensai Okamura
- Design Original de Personagens: Yūji Iwahara
- Design de Personagens e Director Chefe de Animação: Takahiro Komori
- Art Design: Tomoaki Okada, Masahiro Satō, Eiji Taguchi
- Trabalhos de Design: Takayuki Yanase
- Diretor de Arte: Takashi Aoi (Green)
- Design de cores: Nobuko Mizuta
- Diretor de Fotografia: Yoshiyuki Takei
- Edição: Kyōko Ogino (Jay Film)
- Música: Yoko Kanno
- Diretor de som: Kazuhiro Wakabayashi (Fonishia)
- Efeitos sonoros: Shizuo Kurahashi, Sō Maibara (Soundbox)
- Afinação de Som: Tetsuya Satake
- Assistência de Som: Fumie Ishikura
- Estúdio de Som: TV Tokyo Center
- Produção sonora: Fonishia
- Produtores musicais: Keiichi Tonomura, Toshiaki Ōta
- Produção musical/Coordenação: Aniplex, Borderline, Myrica Music
- Produtores: Hirō Maruyama (MBS), Ryō Ōyama (Aniplex), Yoshihiro Ōyabu (Bones), Osamu Hosokawa (Hakuhodo DYMP)
- Director da Série e Composição: Tensai Okamura
- Produção da Animação: Estúdio Bones
- Produção: DTB Production Committee (Aniplex, Estúdio Bones, Hakuhodo DY Media Partners, Myrica Music, Movic), Mainichi Broadcasting System

Fonte:

### Trilha Sonora
Tema de Abertura
1 :"Abingdon Boys School-Howling (single) (Episódio 1~14)"
- Intérprete: abingdon boys school
- Editora:  Sony Music Japan/Epic Records Japan
- Letra: Takanori Nishikawa
- Composição: Hiroshi Shibasaki
- Arranjos: Hiroshi Shibasaki, Shōji Morifuji, Toshiyuki Kishi

2 :" Kakusei Heroism ~The Hero Without A Name~ (Episódio 15~)"
- Intérprete: Antique Cafe
- Editora: Loop Ash

Tema de Encerramento
1 : "Moonlight (Episódio 1~14)"
- Intérprete: Rie fu
- Editora: Sony Music Japan|Palm Beach Inc.
- Letra e Composição: Rie fu
- Arranjos: Tadashi Ueda

2 :"Dreams (High and Mighty Color song) (Episódio 15~)"
- Intérprete: High and Mighty Color
- Editora: Sony Music Japan/SME Records
- Letra: Maakii and Yuusuke
- Composição: High and Mighty Color

### Álbuns relacionados
DARKER THAN BLACK -Kuro no Keiyakusha- Gekiban (DARKER THAN BLACK )
- Artista: Yoko Kanno
- Número de Catálogo: SVWC-7478
- Data de lançamento: 25 de Julho de 2007

01. Go Dark (3:14)
02. Howling - TV size ver. (1:29)
03. High Heels Runaway (3:28)
04. Tenderly (2:19)
05. Sid (2:04)
06. Was (4:08)
07. Outside (2:36)
08. No One's Home (2:43)
09. Guy (2:02)
10. ScatCat (2:02)
11. Keiyakusha (3:34)
12. Shadow (2:45)
13. Kuro (3:38)
14. Deadly Work (3:36)
15. Tentai Kansoku (0:45)
16. BlueCat (3:08)
17. Tsukiakari - TV size ver. (1:32)
18. Water Forest (2:11)
19. Blend in (3:14)
20. Yin no Piano (3:11)
OP1 Single - HOWLING
- Artista: abingdon boys school
- Número de Catálogo: ESCL-2943
- Data de lançamento: 16 de Maio de 2007

01. Howling (4:41)
02. Nervous Break Down (4:07)
ED1 Single - Tsukiakari [Moonlight]
- Artista: Rei fu
- Número de Catálogo: QQCL-25
- Data de lançamento: 23 de Maio de 2007

01. Tsukiakari (4:31)
02. dreams be (3:48)